# Orta-Lyaki
Orta-Lyaki (ryska: Ляки) är en ort i Azerbajdzjan.   Den ligger i distriktet Ağdaş Rayonu, i den centrala delen av landet, 210 km väster om huvudstaden Baku. Orta-Lyaki ligger 17 meter över havet och antalet invånare är 5 863.
Terrängen runt Orta-Lyaki är mycket platt. Närmaste större samhälle är Ağdaş, 14,8 km norr om Orta-Lyaki.
Trakten runt Orta-Lyaki består till största delen av jordbruksmark. Runt Orta-Lyaki är det ganska tätbefolkat, med 83 invånare per kvadratkilometer.